# Гарного дня (фільм)
«Гарного дня» (кит. трад. 好極了) — китайська анімаційна чорна комедія 2017 року від режисера Лю Цзяня. Світова прем'єра стрічки відбулася 17 лютого 2017 року на 67-му Берлінському міжнародному кінофестивалі, де він брав участь в конкурсній програмі, змагаючись за головний приз фестивалю — Золотий ведмідь.

## Сюжет
Сильний дощ збирається впасти на маленьке містечко в Південному Китаї. Простий водій Сяо Чжан, не знайшовши грошей на пластичну хірургію для своєї нареченої, краде сумку з одним мільйоном юаней у свого боса. Новини про пограбування швидко поширюється в межах міста, і протягом однієї ночі всі починають шукати Сяо Чжана з його грошима…

## У ролях
| Янь Сімінь  | … | дядько Лі    |
| Цао Ко      | … | Жовті Очі    |
| Ма Хосіяфен | … | Тонка Шкіра  |
| Цу Чанглонг | … | Сяо Чжан     |
| Цао Кай     | … | Лао Зао      |
| Ци Ї        | … | друга сестра |

## Знімальна група
- Автор сценарію — Лю Цзянь
- Режисер-постановник — Лю Цзянь
- Продюсери — Янг Ченг, Лю Цзянь
- Виконавчі продюсери — Янг Ченг, Лю Цзянь
- Монтаж — Міліція Сяо Лі
- Звук — Ґао Руі Фенг

## Нагороди та номінації
| Список нагород та номінацій           | Список нагород та номінацій | Список нагород та номінацій | Список нагород та номінацій | Список нагород та номінацій | Список нагород та номінацій |
| Кінопремія                            | Дата церемонії              | Категорія                   | Номінант(и)                 | Результат                   | Дж                          |
| ------------------------------------- | --------------------------- | --------------------------- | --------------------------- | --------------------------- | --------------------------- |
| Берлінський міжнародний кінофестиваль | 18 лютого 2017              | Золотий ведмідь             | Гарного дня                 | Номінація                   | [ 3 ]                       |